# Abierto Mexicano Telcel 2005
Abierto Mexicano Telcel 2005 — чоловічий і жіночий тенісний турнір, що проходив на відкритих кортах з кортах з ґрунтовим покриттям в Акапулько (Мексика). Належав до Туру ATP 2005 і Туру WTA 2005. Тривав з 21 до 27 лютого 2005 року.

## Фінальна частина

### Одиночний розряд, чоловіки
Рафаель Надаль —  Альберт Монтаньєс 6–1, 6–0
- Для Надаля це був 2-й титул за сезон і 3-й — за кар'єру.

### Одиночний розряд, жінки
Флавія Пеннетта —  Людмила Черванова, 3–6, 7–5, 6–3

### Парний розряд, чоловіки
Давид Феррер /  Сантьяго Вентура —  Їржі Ванек /  Томаш Зіб 4–6, 6–1, 6–4

### Парний розряд, жінки
Аліна Жидкова /  Тетяна Перебийніс —  Роса Марія Андрес Родрігес /  Кончіта Мартінес Гранадос, 7–5, 6–3